# ATC (C)
Jest to część klasyfikacji anatomiczno-terapeutyczno-chemicznej:
- A – Przewód pokarmowy i metabolizm
- B – Krew i układ krwiotwórczy
- C – Układ sercowo-naczyniowy
- D – Dermatologia
- G – Układ moczowo-płciowy i hormony płciowe
- H – Leki hormonalne do stosowania wewnętrznego (bez hormonów płciowych)
- J – Leki stosowane w zakażeniach (przeciwinfekcyjne)
- L – Leki przeciwnowotworowe i immunomodulujące
- M – Układ mięśniowo-szkieletowy
- N – Ośrodkowy układ nerwowy
- P – Leki przeciwpasożytnicze, owadobójcze i repelenty
- R – Układ oddechowy
- S – Narządy wzroku i słuchu
- V – Różne (varia)

Obejmuje ona leki związane z układem sercowo-naczyniowym:

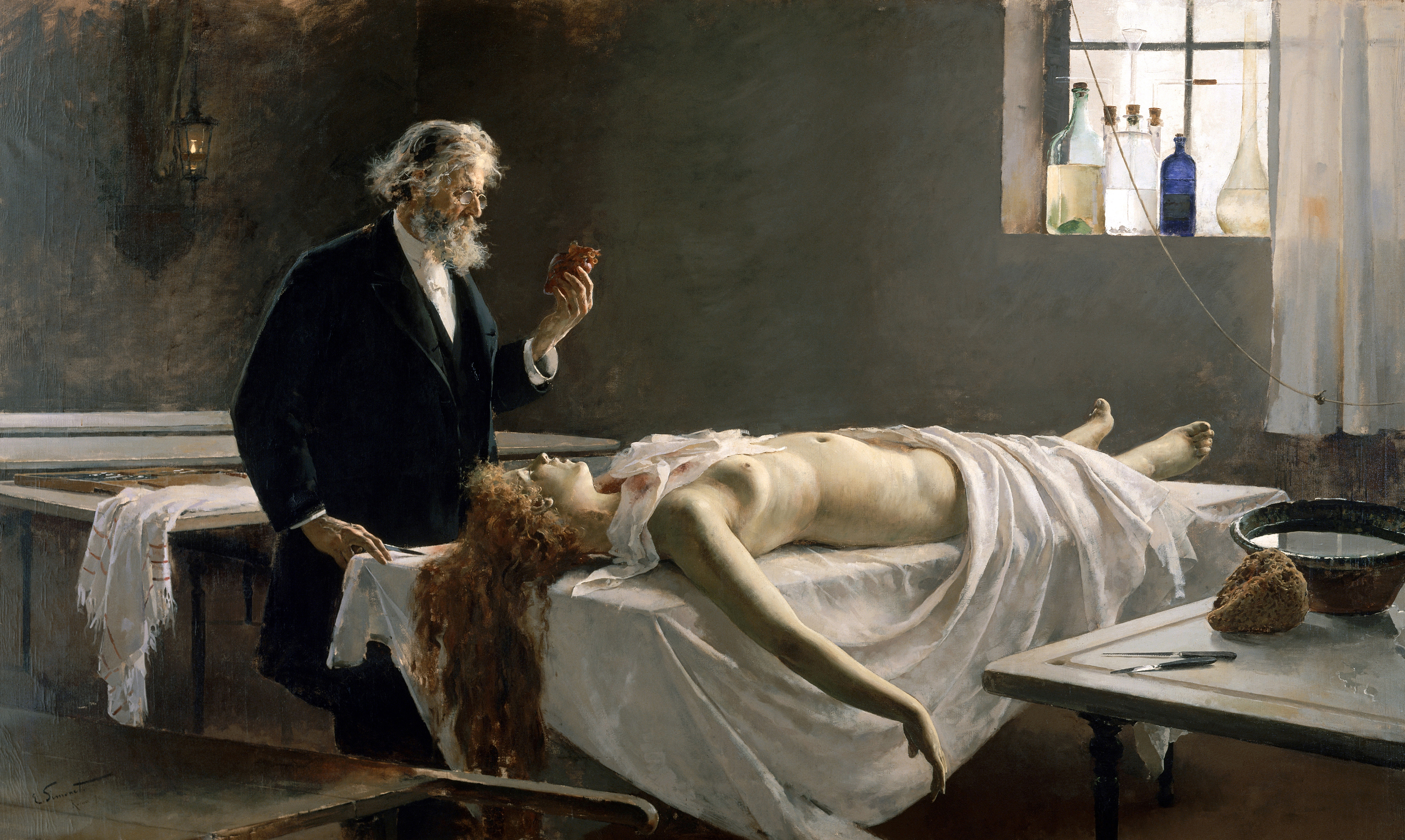
Autopsja serca

- C – Układ sercowo-naczyniowy
  - C 01 – Leki stosowane w chorobach serca
  - C 02 – Leki stosowane w chorobie nadciśnieniowej
  - C 03 – Leki moczopędne
  - C 04 – Leki rozszerzające naczynia obwodowe
  - C 05 – Leki ochraniające ścianę naczyń
  - C 07 – Leki β-adrenolityczne
  - C 08 – Antagonisty kanału wapniowego
  - C 09 – Leki działające na układ renina-angiotensyna
  - C 10 – Leki zmniejszające stężenie lipidów

## C 01 –Leki stosowane w chorobach serca
- C 01 A – Glikozydy nasercowe
  - C 01 AA – glikozydy naparstnicy
  - C 01 AB – glikozydy cebuli morskiej
  - C 01 AC – glikozydy skrętnika wdzięcznego
  - C 01 AX – inne glikozydy nasercowe
- C 01 B – Leki przeciwarytmiczne klasy I i III
  - C 01 BA – preparaty przeciwarytmiczne należące do klasy Ia
  - C 01 BB – preparaty przeciwarytmiczne należące do klasy Ib
  - C 01 BC – preparaty przeciwarytmiczne należące do klasy Ic
  - C 01 BD – preparaty przeciwarytmiczne należące do klasy III
  - C 01 BG – inne preparaty przeciwarytmiczne należące do klasy I
- C 01 C – Leki pobudzające układ sercowo-naczyniowy (bez glikozydów nasercowych)
  - C 01 CA – leki wpływające na receptory adrenergiczne i dopaminergiczne
  - C 01 CE – inhibitory fosfodiesterazy
  - C 01 CX – inne leki pobudzające układ sercowo-naczyniowy
- C 01 D – Leki rozszerzające naczynia stosowane w chorobach serca
  - C 01 DA – nitraty organiczne
  - C 01 DB – leki rozszerzające naczynia, pochodne chinolonu
  - C 01 DX – inne leki rozszerzające naczynia stosowane w chorobach serca
- C 01 E – Inne leki stosowane w chorobach serca
  - C 01 EA – prostaglandyny
  - C 01 EB – inne leki stosowane w chorobach serca
  - C 01 EX – preparaty złożone

## C 02 –Leki stosowane w chorobie nadciśnieniowej
- C 02 A – Leki adrenolityczne działające ośrodkowo
  - C 02 AA – alkaloidy rauwolfii żmijowej
  - C 02 AB – metyldopa
  - C 02 AC – agonisty receptora imidazolowego
- C 02 B – Leki adrenolityczne blokujące zwoje nerwowe
  - C 02 BA – pochodne siarkowe
  - C 02 BB – aminy drugo- i czwartorzędowe
  - C 02 BC – połączenia dwóch amin czwartorzędowych
- C 02 C – Leki adrenolityczne działające obwodowo
  - C 02 CA – leki blokujące receptory α-adrenergiczne
  - C 02 CC – pochodne guanidyny
- C 02 D – Leki działające na mięśnie gładkie naczyń
  - C 02 DA – pochodne tiazydowe
  - C 02 DB – pochodne hydrazynoftalazyny
  - C 02 DC – pochodne pirymidyny
  - C 02 DD – pochodne nitroprusydku
  - C 02 DG – pochodne guanidyny
- C 02 K – Inne leki stosowane w chorobie nadciśnieniowej
  - C 02 KA – alkaloidy (z wyłączeniem alkaloidów rauwolfii żmijowej)
  - C 02 KB – inhibitory hydroksylazy tyrozynowej
  - C 02 KC – inhibitory MAO
  - C 02 KD – antagonisty seryny
  - C 02 KN – inne leki hipotensyjne
  - C 02 KX – leki stosowane w nadciśnieniu płucnym
- C 02 L – Leki hipotensyjne w połączeniu z lekami moczopędnymi
  - C 02 LA – alkaloidy rauwolfii żmijowej w połączeniach z lekami moczopędnymi
  - C 02 LB – metyldopa w połączeniach z lekami moczopędnymi
  - C 02 LC – antagonisty receptora imidazolowego w połączeniach z lekami moczopędnymi
  - C 02 LE – antagonisty receptora α-adrenergicznego w połączeniach z lekami moczopędnymi
  - C 02 LF – pochodne guanidyny w połączeniach z lekami moczopędnymi
  - C 02 LG – pochodne hydrazynoftalazyny w połączeniach z lekami moczopędnymi
  - C 02 LK – alkaloidy (z wyjątkiem alkaloidów rauwolfii żmijowej) w połączeniach z lekami moczopędnymi
  - C 02 LL – inhibitory MAO w połączeniach z lekami moczopędnymi
  - C 02 LN – antagonisty serotoniny w połączeniach z lekami moczopędnymi
  - C 02 LX – inne leki stosowane w chorobie nadciśnieniowej w połączeniach z lekami moczopędnymi
- C 02 N – Połączenia leków stosowanych w leczeniu choroby nadciśnieniowej z grupy C 02

## C 03 –Leki moczopędne
- C 03 A – Leki moczopędne tiazydowe
  - C 03 AA – leki tiazydowe
  - C 03 AB – leki tiazydowe w połączeniach z potasem
  - C 03 AH – leki tiazydowe w połączeniach z psycholeptykami i/lub lekami przeciwbólowymi
  - C 03 AX – leki tiazydowe w połączeniach z innymi lekami
- C 03 B – Leki moczopędne tiazydopodobne
  - C 03 BA – sulfonamidy
  - C 03 BB – sulfonamidy w połączeniach z potasem
  - C 03 BC – leki moczopędne zawierające rtęć
  - C 03 BD – pochodne ksantyny
  - C 03 BK – sulfonamidy w połączeniach z innymi lekami
  - C 03 BX – inne
- C 03 C – Leki moczopędne pętlowe
  - C 03 CA – sulfonamidy
  - C 03 CB – sulfonamidy w połączeniach z potasem
  - C 03 CC – pochodne kwasu arylooctowego
  - C 03 CD – pochodne pirazolonu
  - C 03 CX – inne
- C 03 D – Leki moczopędne oszczędzające potas
  - C 03 DA – antagonisty aldosteronu
  - C 03 DB – inne
- C 03 E – Leki moczopędne w połączeniach z lekami moczopędnymi oszczędzającymi potas
  - C 03 EA – leki moczopędne tiazydowe w połączeniach z lekami moczopędnymi oszczędzającymi potas
  - C 03 EB – leki moczopędne tiazydopodobne w połączeniach z lekami moczopędnymi oszczędzającymi potas
- C 03 X – Inne leki moczopędne
  - C 03 XA – antagonisty wazopresyny

## C 04 –Leki rozszerzające naczynia obwodowe
- C 04 A – Leki rozszerzające naczynia obwodowe
  - C 04 AA – pochodne 2-amino-1-fenyloetanolu
  - C 04 AB – pochodne imidazoliny
  - C 04 AC – kwas nikotynowy i pochodne
  - C 04 AD – pochodne puryny
  - C 04 AE – alkaloidy sporyszu
  - C 04 AF – enzymy
  - C 04 AX – inne

## C 05 –Leki ochraniające ścianę naczyń
- C 05 A – Leki stosowane zewnętrznie w leczeniu hemoroidów
  - C 05 AA – preparaty zawierające kortykosteroidy
  - C 05 AB – preparaty zawierające antybiotyki
  - C 05 AD – preparaty zawierające środki miejscowo znieczulające
  - C 05 AE – preparaty miorelaksacyjne
  - C 05 AX – inne leki stosowane zewnętrznie w leczeniu hemoroidów
- C 05 B – Leki stosowane w leczeniu żylaków
  - C 05 BA – heparyny i heparynoidy do stosowania zewnętrzneg
  - C 05 BB – leki obliterujące żylaki do podawania domiejscowego
  - C 05 BX – inne leki stosowane w leczeniu żylaków
- C 05 C – Leki wpływające na elastyczność naczyń
  - C 05 CA – bioflawonoidy
  - C 05 CX – inne leki wpływające na elastyczność naczyń
- C 05 X – Inne leki leki ochraniające ścianę naczyń
  - C 05 XX – inne leki leki ochraniające ścianę naczyń

## C 07 –Leki β-adrenolityczne
- C 07 A – Leki β-adrenolityczne
  - C 07 AA – nieselektywne leki β-adrenolityczne
  - C 07 AB – selektywne leki β-adrenolityczne
  - C 07 AG – leki α- i β-adrenolityczne
- C 07 B – Leki β-adrenolityczne w połączeniach z tiazydami
  - C 07 BA – nieselektywne leki β-adrenolityczne w połączeniach z tiazydami
  - C 07 BB – selektywne leki β-adrenolityczne w połączeniach z tiazydami
  - C 07 BG – leki α- i β-adrenolityczne w połączeniach z tiazydami
- C 07 C – Leki β-adrenolityczne w połączeniach z innymi lekami moczopędnymi
  - C 07 CA – nieselektywne leki β-adrenolityczne w połączeniach z innymi lekami moczopędnymi
  - C 07 CB – selektywne leki β-adrenolityczne w połączeniach z innymi lekami moczopędnymi
  - C 07 CG – leki α- i β-adrenolityczne w połączeniach z innymi lekami moczopędnymi
- C 07 D – Leki β-adrenolityczne w połączeniach z tiazydami i innymi lekami moczopędnymi
  - C 07 DA – nieselektywne leki β-adrenolityczne w połączeniach z tiazydami i innymi lekami moczopędnymi
  - C 07 DB – selektywne leki β-adrenolityczne w połączeniach z tiazydami i innymi lekami moczopędnymi
- C 07 E – Połączenia β-adrenolityków z lekami rozszerzającymi naczynia
  - C 07 EA – nieselektywne leki β-adrenolityczne w połączeniach z lekami rozszerzającymi naczynia
  - C 07 EB – selektywne leki β-adrenolityczne w połączeniach z lekami rozszerzającymi naczynia
- C 07 F – Leki β-adrenolityczne w połączeniach z innymi lekami stosowanymi w chorobie nadciśnieniowej
  - C 07 FA – nieselektywne leki β-adrenolityczne w połączeniach z innymi lekami stosowanymi w chorobie nadciśnieniowej
  - C 07 FB – selektywne leki β-adrenolityczne w połączeniach z innymi lekami stosowanymi w chorobie nadciśnieniowej

## C 08 –Antagonisty kanału wapniowego
- C 08 C – Selektywne antagonisty wapnia działające głównie na naczynia
  - C 08 CA – pochodne dihydropirydyny
  - C 08 CX – inne
- C 08 D – Selektywne antagonisty wapnia działające bezpośrednio na mięsień sercowy
  - C 08 DA – pochodne fenyloalkiloaminy
  - C 08 DB – pochodne benzotiazepiny
- C 08 E – Nieselektywne antagonisty wapnia
  - C 08 EA – pochodne fenyloalkiloaminy
  - C 08 EX – inne
- C 08 G – Antagonisty wapnia w połączeniach z lekami moczopędnymi
  - C 08 GA – antagonisty wapnia w połączeniach z lekami moczopędnymi

## C 09 –Leki działające na układ renina-angiotensyna
- C 09 A – Inhibitory konwertazy angiotensyny
  - C 09 AA – inhibitory konwertazy angiotensyny
- C 09 B – Inhibitory konwertazy angiotensyny w połączeniach
  - C 09 BA – inhibitory konwertazy angiotensyny w połączeniach z lekami moczopędnymi
  - C 09 BB – inhibitorów konwertazy angiotensyny w połączeniach z antagonistami wapnia
  - C 09 BX – połączenia inhibitorów konwertazy angiotensyny w innych kombinacjach
- C 09 C – Antagonisty angiotensyny II
  - C 09 CA – antagonisty angiotensyny II
- C 09 D – Antagonisty angiotensyny II w połączeniach
  - C 09 DA – antagonisty angiotensyny II w połączeniach z lekami moczopędnymi
  - C 09 DB – antagonisty angiotensyny II w połączeniach z antagonistami wapnia
- C 09 X – Inne leki działające na układ renina-angiotensyna
  - C 09 XA – inhibitory reniny

## C 10 –Leki zmniejszające stężenie lipidów
- C 10 A – Leki zmniejszające stężenie cholesterolu i triglicerydów we krwi
  - C 10 AA – inhibitory reduktazy HMG-CoA
  - C 10 AB – fibraty
  - C 10 AC – leki wiążące kwasy żółciowe
  - C 10 AD – kwas nikotynowy i pochodne
  - C 10 AX – inne
- C 10 B – Leki zmniejszające stężenie cholesterolu i triglicerydów we krwi w połączeniach
  - C 10 BA – inhibitory reduktazy HMG-CoA w połączeniach z innymi lekami zmniejszającymi stężenie cholesterolu i triglicerydów we krwi
  - C 10 BX – inhibitory reduktazy HMG-CoA w połączeniach z innymi lekami